# 麻衣夢
麻衣夢（まいむ、10月20日 - ）は、日本の歌手、女優。大阪府豊中市出身。生年、本名ともに非公開。

## 経歴
小学生のころから数々のコンクールで入賞、中学生のときセンチュリーレコードから童謡のCDでデビュー。大阪音楽大学卒業後、上京。ライブハウスなどで活動し、オールディーズからアニメソングまで幅広くこなす。2004年にシンガーソングライターとしてデビュー。初のオリジナル曲と浜口倉之助の曲“みんな夢の中”が収録されたアルバム「カミヒコウキ」をリリースする。その年所属事務所（MELODY COMPANY）の先輩である天方直実とコラボアルバムを続けてリリース、近年は東京近郊、地元大阪にてライブ、ラジオパーソナリティ、コマーシャルソングからアニメのオープニング、舞台出演、声優などマルチに活動している。
2012年12月初め、ライブ会場にてしばらくライブ活動、演劇活動を休止を宣言。しばらく休養してまた新たな麻衣夢で復帰を約束。冠ラジオ番組はそのまま継続。
2013年3月14日　FMやまとの冠番組「麻衣夢のナチュラルウインド」の生放送にて3月いっぱいでFMやまとの番組は終了であること、そして本人から「結婚」「懐妊」を発表。
なお、もうひとつの冠ラジオ番組　すまいるエフエムの「麻衣夢のキラキラ輝きたい」は継続される予定。

## ディスコグラフィ

### アルバム
- カミヒコウキ（2004年1月21日）

- WAVE（2004年12月3日） 天方直実とのコラボアルバム。

- Jewel（2008年6月6日）

- 光旅行（2009年6月6日） ミニアルバム。
- 四ツ葉のクローバー（2012年2月3日） 本木美沙とのコラボマキシシングル。
  - 映画「ひらめと四ツ葉のクローバー」主題曲。
- キラリ (2012年10月20日) マキシシングル
  - キラリ　雨があがれば　おかえりコーヒー　しあわせのかたち　ありがとう　5曲収録

## 楽曲提供
- WAVE収録「心のテープ」はアニメ「アズサお手伝いします!」のテーマソング。

## 出演

### ラジオ
- 麻衣夢のNatural wind（FMやまと、毎週木曜日22時から23時）　平成25年3月28日をもって終了
- 麻衣夢のキラキラ輝きたい（すまいるエフエム、毎週水曜日20時から20時30分）

### アニメ
- アズサお手伝いします!（アニマックス公募作、あずさのママ役。主題歌も）

### 舞台
- 黄昏モンスターズ（2009年、劇団あぁルナティックシアター）、他にも同劇団の舞台に多数出演。

### 映画
- Vシネマ「ひらめと四ツ葉のクローバー」出演＆主題歌（2012年3月）